# Heterodrilus keenani
Heterodrilus keenani är en ringmaskart som beskrevs av Erséus 1981. Heterodrilus keenani ingår i släktet Heterodrilus och familjen glattmaskar. Inga underarter finns listade i Catalogue of Life.